# Opeindervaart
De Opeindervaart (Fries en officieel: Peinder Kanaal) is een kanaal in de gemeente Smallingerland in de provincie Friesland (Nederland).

## Beschrijving
Het kanaal verbindt Opeinde met De Leijen (De Leien) en is 1,7 kilometer lang. In Opeinde gaat het kanaal verder als het Nieuwe Kanaal (Juffersgat) richting het zuidelijke gelegen haven van Drachten. Via De Leijen, een vaargeul sluit het aan op de Lits (De Lits) dat voert naar Rottevalle en via Oostermeer naar het Bergumermeer.
De Friese naam Peinder Kanaal geldt sinds 15 maart 2007 als de officiële naam. Het kanaal wordt in het Nederlands ook wel Opeinderkanaal genoemd.

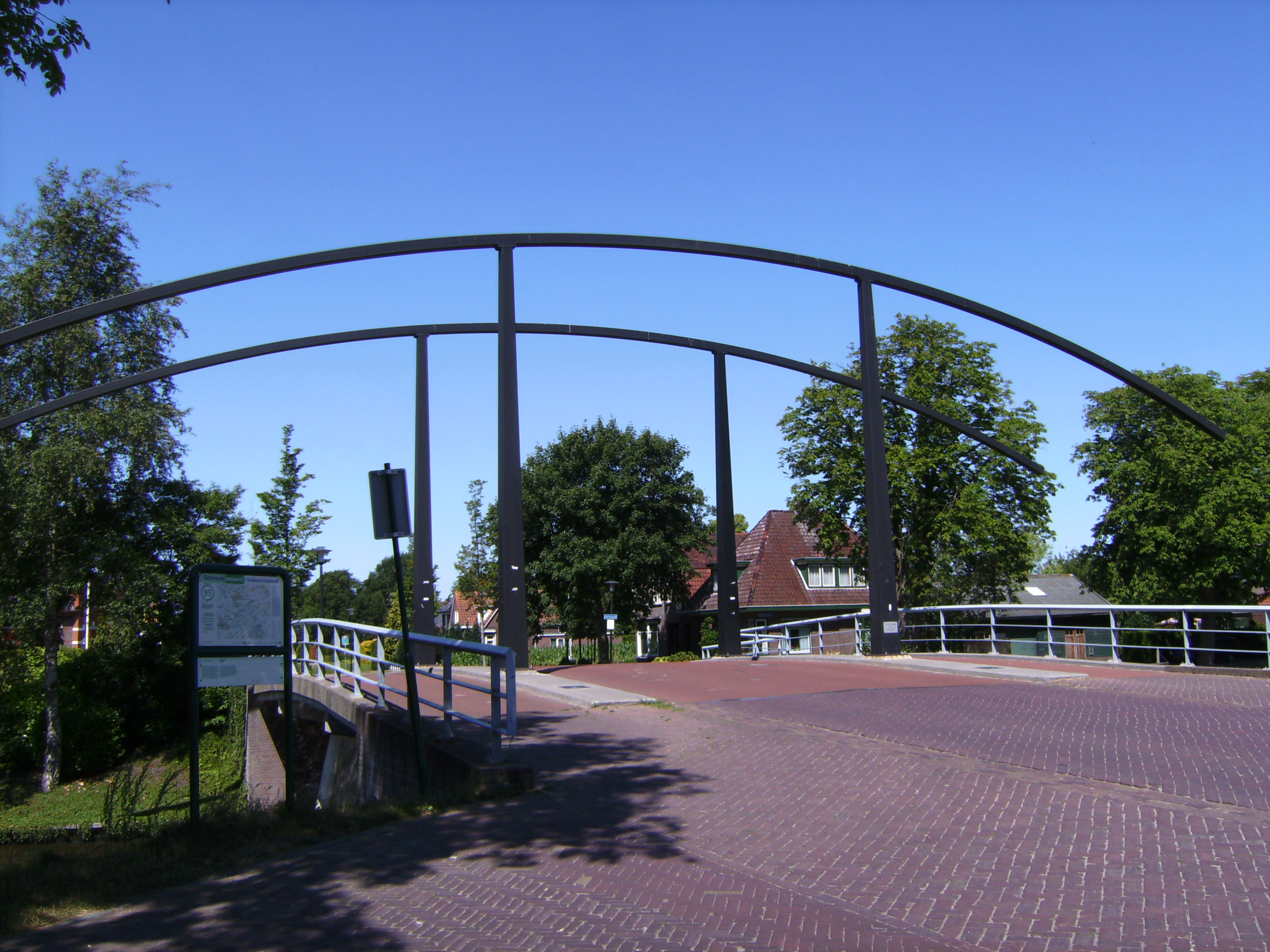
Brug over de Opeindervaart. Links begint het Nieuwe Kanaal (2008)